# جوزيف كابوي
جوزيف كابوي (بالإنجليزية: Joseph Kabwe)‏ هو لاعب كرة قدم زيمبابوي في مركز الوسط، ولد في 8 أغسطس 1980 في بولاوايو في زيمبابوي. لعب مع ريتشموند كيكرز ونادي شمال كارولاينا.